# Parafia Najświętszej Maryi Panny Matki Kościoła w Gołdapi
Parafia Najświętszej Maryi Panny Matki Kościoła w Gołdapi – rzymskokatolicka parafia leżąca w dekanacie Gołdap należącym do diecezji ełckiej.
Erygowana 26 sierpnia 1984 roku. Kościół parafialny, dawny ewangelicki, został odbudowany po zniszczeniach wojennych i konsekrowany 11 czerwca 1984 roku.